# سیارک ۵۹۵۲
سیارک ۵۹۵۲ (به انگلیسی: 5952 Davemonet، نامگذاری:1987EV) پنج هزار و نهصد و پنجاه و دومین سیارک کشف شده‌است که در ۴ مارس ۱۹۸۷ کشف شد.
قدر مطلق سیارک برابر ۱۳٫۶۰ است.